# العلاقات الساموية الغرينادية
العلاقات الساموية الغرينادية هي العلاقات الثنائية التي تجمع بين ساموا وغرينادا.

## مقارنة بين البلدين
هذه مقارنة عامة ومرجعية للدولتين:
| وجه المقارنة                                              | ساموا                        | غرينادا                                |
| --------------------------------------------------------- | ---------------------------- | -------------------------------------- |
| المساحة (كم2)                                             | 2.84 ألف                     | 348                                    |
| عدد السكان (نسمة)                                         | 196.44 ألف                   | 107.83 ألف                             |
| الكثافة السكانية (ن./كم²)                                 | 69.17                        | 30.99 ألف                              |
| العاصمة                                                   | أبيا                         | سانت جورجز                             |
| اللغة الرسمية                                             | لغة إنجليزية، اللغة الساموية | لغة إنجليزية، إنكليزية غرنادة المولدة ‏ |
| العملة                                                    | تالا ساموي                   | دولار شرق الكاريبي                     |
| الناتج المحلي الإجمالي (بليون دولار)                      | 856.63 مليون                 | 1.12 مليار                             |
| الناتج المحلي الإجمالي (تعادل القوة الشرائية) بليون دولار | 1.15 مليار                   | 1.45 مليار                             |
| الناتج المحلي الإجمالي الاسمي للفرد دولار أمريكي          | 3.94 ألف                     | 9.21 ألف                               |
| الناتج المحلي الإجمالي للفرد دولار أمريكي                 | 5.79 ألف                     | 12.43 ألف                              |
| مؤشر التنمية البشرية                                      | 0.702                        | 0.750                                  |
| رمز المكالمات الدولي                                      | +685                         | +1473                                  |
| رمز الإنترنت                                              | .ws                          | .gd                                    |
| المنطقة الزمنية                                           | ت ع م+13:00                  | 00                                     |

## منظمات دولية مشتركة
يشترك البلدان في عضوية مجموعة من المنظمات الدولية، منها:
| علم المنظمة | اسم المنظمة                                 | تاريخ انضمام ساموا | تاريخ انضمام غرينادا |
| ----------- | ------------------------------------------- | ------------------ | -------------------- |
|             | تحالف الدول الجزرية الصغيرة                 | ?                  | ?                    |
|             | الاتحاد البريدي العالمي                     | ?                  | ?                    |
|             | يونسكو                                      | 3 أبريل 1981       | 17 فبراير 1975       |
|             | البنك الدولي للإنشاء والتعمير               | 28 يونيو 1974      | 27 أغسطس 1975        |
|             | منظمة التجارة العالمية                      | ?                  | ?                    |
|             | وكالة ضمان الاستثمار متعدد الأطراف          | 27 سبتمبر 2002     | 12 أبريل 1988        |
|             | دول الكومنولث                               | ?                  | ?                    |
|             | الاتحاد الدولي للاتصالات                    | 7 أكتوبر 1988      | 17 نوفمبر 1981       |
|             | منظمة الشرطة الجنائية الدولية               | ?                  | ?                    |
|             | مؤسسة التمويل الدولية                       | 28 يونيو 1974      | 28 أغسطس 1975        |
|             | الأمم المتحدة                               | 15 ديسمبر 1976     | 17 سبتمبر 1974       |
|             | مجموعة دول أفريقيا والكاريبي والمحيط الهادئ | ?                  | ?                    |
|             | مؤسسة التنمية الدولية                       | 28 يونيو 1974      | 28 أغسطس 1975        |
|             | منظمة حظر الأسلحة الكيميائية                | ?                  | ?                    |
|             | المركز الدولي لتسوية المنازعات الاستشارية   | 25 مايو 1978       | 23 يونيو 1991        |